# Stefanie Schmid
Stefanie Schmid (* 18. April 1972 in Stuttgart) ist eine deutsche Schauspielerin.

## Werdegang
Stefanie Schmid absolvierte ihre Schauspielausbildung von 1993 bis 1997 an der Hochschule für Musik und Darstellende Kunst in Stuttgart. Von 1997 bis 1999 war sie Ensemblemitglied am Deutschen Theater Göttingen. Sie trat in zahlreichen Fernsehfilmen und -serien auf. Von 2008 bis 2013 tourte Stefanie Schmid mit ihrem Soloprogramm Mit Dir, Lili Marleen durch Deutschland, einer szenischen Biografie mit Musik über Lale Andersen.
Schmid lebt in Hamburg.

## Filmografie
- 1995: One Night Suicide
- 1996: David im Wunderland
- 1997: Die Nacht der Nächte – School’s out
- 1999: Delta Team – Auftrag geheim! – (12 Folgen)
- 2000: Tatort – Tödliches Verlangen
- 2000: Laila – Unsterblich verliebt
- 2000: Vom Küssen und vom Fliegen
- 2001: All’ Arrabiata – Eine kochende Leidenschaft
- 2001: … und plötzlich wird es dunkel in meinem Leben
- 2001: Herzstolpern
- 2002: Dein Mann wird mir gehören!
- 2002: So schnell du kannst
- 2002: Ein Fall für zwei: Fremde Federn
- 2002: SK Kölsch – Tango Mortale
- 2002: Wilde Engel – die Spezialistin
- 2003: Bloch: Silbergraue Augen
- 2003: Alarm für Cobra 11 – Muttertag
- 2003: Wilde Hunde
- 2004: Schöne Männer hat man nie für sich allein
- 2004: Unter weißen Segeln – Kompass der Liebe
- 2004: Küstenwache (8. Staffel, 12 Folgen)
- 2004/2005: Typisch Sophie
- 2005: Nachtschicht – Tod im Supermarkt
- 2005: Küstenwache (9. Staffel, 9 Folgen)
- 2006: Stolberg: Todsicher
- 2006: Küstenwache (10. Staffel, 13 Folgen + Special)
- 2007: Bezaubernde Marie
- 2008: Alarm für Cobra 11 – Die Autobahnpolizei: Begraben
- 2008: Schade um das schöne Geld
- 2008–2010: Meine wunderbare Familie
- 2010: Der letzte Bulle (Fernsehserie) – Folge: Das Runde muss ins Eckige
- 2010: Luises Versprechen
- 2011: Die Nonne und der Kommissar: Verflucht
- 2012: Die Chefin – Der Fall Seitz
- 2012: Die Pfefferkörner
- 2012: Morden im Norden – Die gute Ute
- 2012: SOKO Stuttgart – Weitertanzen
- 2013: Die Chefin – Versprechen
- 2013: Der Bergdoktor – Alte Heimat, neue Heimat
- 2014: Die Kirche bleibt im Dorf (2. Staffel, Folge 1–6)
- 2015: SOKO Köln – Die Frau im Bus (Fernsehserie)
- 2020: Der Kriminalist – Horrorclown
- 2020: Großstadtrevier – Schlüsselmomente (Fernsehserie)
- 2022: Solo für Weiss – Todesengel (Fernsehreihe)
- 2024: Die stillen Mörder

## Musikvideo
- 1995: Die Fantastischen Vier – Sie ist weg

## Bühne
- 1996: Ein Wintermärchen, Schauspielhaus Stuttgart
- 1997: Dschungelbuch, Deutsche Theater Göttingen
- 1997: Die Ratten, DT Göttingen
- 1998: Blume von Hawaii, DT Göttingen
- 1998: Das süße Spiel der Hände, DT Göttingen
- 2004: Feierabend, Erotic Art Museum HH
- 2008. Viel Lärm um Nichts, Schlossfestspiele Ettlingen
- 2008–2013: Mit dir, Lili Marleen, diverse Theater
- 2011: Heiße Zeiten, St. Pauli Theater/Maag Halle Zürich
- 2022: Glücklich in 90 Minuten, Hamburger Kammerspiele
- 2023: Glücklich in 90 Minuten, Pulverfass